# Les Fortunés
Pour plus de détails, voir Fiche technique et Distribution.
Les Fortunés (La gente che sta bene) est un film italien réalisé par Francesco Patierno, sorti en 2014, avec Claudio Bisio, Diego Abatantuono, Margherita Buy et Jennipher Rodriguez (it) dans les rôles principaux.

## Synopsis
Umberto Maria Dorlonim (Claudio Bisio) est un avocat milanais marié à Carla (Margherita Buy) , femme au foyer qui élève sans lui leurs deux enfants. Dans un contexte de crise économique, il se révèle sans pitié dans le monde des affaires, avant de subir à son tour les affres du licenciement, tout en apprenant que sa femme est à nouveau enceinte. Il rencontre alors l'avocat Patrizio Azzesi (Diego Abatantuono), une pointure du milieu, qui lui propose de travailler avec lui, tandis qu'Umberto tombe amoureux de la jeune épouse d'Azzesi, Morgana (Jennipher Rodriguez (it)). Alors que la vie semble lui sourire, Umberto découvre finalement que tout n'est pas si simple.

## Fiche technique
- Titre : Les Fortunés
- Titre original : La gente che sta bene
- Réalisation : Francesco Patierno
- Scénario : Federico Baccomo (it), Francesco Patierno, Federico Favot et Marco Pettenello (it), d'après le roman homonyme de Baccomo
- Photographie : Maurizio Calvesi
- Montage : Renata Salvatore
- Musique : Santi Pulvirenti (it)
- Scénographie : Tonino Zera (it)
- Costumes : Eva Coen
- Producteur : Carlo Macchitella (it) et Maurizio Totti (it)
- Société de production : Madeleine, Colorado Film (it) et Rai Cinema
- Pays d'origine :  Italie
- Langue : Italien
- Format : Couleur
- Genre : Comédie
- Durée : 105 minutes
- Dates de sortie : Italie : 30 janvier 2014

## Distribution
- Claudio Bisio: Umberto Maria Dorloni
- Diego Abatantuono: Patrizio Azzesi
- Margherita Buy: Carla Dorloni
- Jennipher Rodriguez (it): Morgana
- Laura Baldi: Lorena
- Matteo Scalzo: Giacomino
- Carlotta Giannone: Martina
- Emanuela Grimalda (it): Sœur Emerenziana
- Carlo Buccirosso (it): le maréchal des carabiniers
- Claudio Bigagli
- Alex Cendron (it)
- Raul Cremona (it)
- Pietro Ghislandi (it)
- Camillo Milli

## Autour du film
- Il s'agit d'une adaptation du roman homonyme de l'écrivain Federico Baccomo (it), qui participe également à l'écriture du scénario.